# Суперкубок В'єтнаму з футболу 2015
Суперкубок В'єтнаму з футболу 2015  — 17-й розіграш турніру. Матч відбувся 30 січня 2016 року між чемпіоном і володарем кубка В'єтнаму клубом Бікамікс Біньзионг та володарем кубка В'єтнаму клубом Ханой T&T.
| Володар Суперкубка В'єтнаму 2015   |
| ---------------------------------- |
|                                    |
| Бікамікс Біньзионг Четвертий титул |

## Матч

### Деталі
| 30 січня 2016 11:00 (EEST) |

| Бікамікс Біньзионг                       | 2:0      | Ханой T&T |
| ---------------------------------------- | -------- | --------- |
| Нгуєн Ан Дук 36' Нгуєн Ван Куєт 83' (аг) | Протокол |           |

| Тханьхоа, Тханьхоа Глядачів: 2 000 Арбітр: Во Мін Трі |